# Nguyễn Tiến
Nguyễn Tiến (1 tháng 9 năm 1953 – 27 tháng 11 năm 2021) tên khai sinh Nguyễn Văn Tiến, là một nghệ sĩ biểu diễn đàn bầu và nhạc sĩ, hàm Đại tá, nguyên Giám đốc Nhà hát Ca múa nhạc Quân đội. Ông được biết đến qua ca khúc Hoa cau vườn trầu và được phong danh hiệu Nghệ sĩ Nhân dân năm 2012.

## Tiểu sử
Nguyễn Tiến tên thật Nguyễn Văn Tiến, sinh năm 1953 ở Nam Định trong gia đình có truyền thống nghệ thuật, cha ông là nghệ sĩ đàn bầu Nguyễn Tiếu. Thuở nhỏ, ông và em gái là Nghệ sĩ ưu tú Thúy Đạt được cha dạy và sử dụng thành thạo nhiều nhạc cụ dân tộc.
Năm 10 tuổi, ông có cơ hội được biểu diễn đàn bầu cho Chủ tịch Hồ Chí Minh trong chuyến về thăm Nam Định. Lần thứ hai biểu diễn cho ông vào năm 1966, khi đó 13 tuổi. Năm 1970, ông nhập ngũ vào Trường Nghệ thuật Quân đội. Sau đó về công tác tại Đoàn Ca múa Tổng cục Chính trị (nay là Nhà hát Ca múa nhạc Quân đội) và giữ chức giám đốc của nhà hát này.
Về lĩnh vực sáng tác, ông được biết nhiều qua ca khúc "Hoa cau vườn trầu" nổi tiếng qua tiếng hát của Nghệ sĩ nhân dân Thu Hiền. Năm 2012, ông được phong tặng Giải thưởng Nhà nước về Văn học - Nghệ thuật. Cùng năm, ông được phong danh hiệu Nghệ sĩ Nhân dân. Ngày 27 tháng 11 năm 2021, ông qua đời tại Bệnh viện Trung ương Quân đội 108, hưởng thọ 68 tuổi.

## Sáng tác
- Chuyện tình lá diêu bông
- Chiều mưa Hà Nội
- Chiều xứ Lạng
- Dời đô ngàn năm còn mãi
- Hoa cau vườn trầu
- Hoa cỏ may
- Hồn Việt
- Nhớ đêm giã bạn
- Ngũ quả mừng xuân
- Nam Định mình ơi
- Đồng hương Nam Định quê tôi
- Mỹ Lộc quê em
- Phú nước non
- Lời quê hương
- Về với Xứ Thanh
- Về với Huế
- Hà Nam đất mẹ anh hùng
- Tìm em qua câu dân ca
- Phiên chợ ngày xuân
- Nhớ mãi một miền quê

Danh sách này không đầy đủ, bạn cũng có thể giúp mở rộng danh sách.

## Khen thưởng

### Danh hiệu
- Nghệ sĩ ưu tú (1997)[9]
- Nghệ sĩ Nhân dân (2012)[9]
- Giải thưởng nhà nước về văn học nghệ thuật (2012)

### Huân huy chương
- Huân chương Chiến công hạng Nhì.
- Huân chương Kháng chiến chống Mỹ, cứu nước hạng Ba.
- Huân chương Lao động hạng Ba.
- Huân chương Chiến sĩ vẻ vang hạng Nhất, Nhì, Ba.
- Huy chương Chiến dịch Hồ Chí Minh.
- Huy chương Quân kỳ Quyết thắng.
- Huy chương Hữu nghị Việt - Lào.
- Huy chương "Vì thế hệ trẻ".